# Lispin
De Limburgsche Spiritus Industrie (Lispin) is een bedrijf te Herkenbosch dat gevestigd is aan de Lispinweg.

## Geschiedenis
Het bedrijf werd in 1926 opgericht door Hugo Raab, eigenaar van de reukwarenfabriek: Chemische Werken Roermond, eveneens te Herkenbosch. De reden was om in eigen beheer de alcohol te vervaardigen die nodig was bij de bereiding van de reukwaren. Grondstoffen waren de in de regio verbouwde aardappelen en granen. De overtollige spiritus werd gebruikt voor de fabricage van jenever en likeur. Daartoe werd in 1930 een destilleerderij opgezet.
Omstreeks 1935 werd overgegaan op mais als grondstof, en enige jaren later werd dit vervangen door buitenlandse melasse.
De bijproducten werden in de eigen fabriek verwerkt, dan wel verkocht aan derden.
Omstreeks 1950 werd ook een gistfabriek gebouwd, en in 1958 kwam een fabriek gereed die glutaminezuur uit het bijproduct vinasse vervaardigde.

## AkzoNobel
Ondertussen werd Lispin in 1949 overgenomen door Noury & van der Lande dat in 1967 weer door Koninklijke Zout Organon werd ingelijfd. Aldus werd het bedrijf, via een reeks fusies, onderdeel van het Akzo Nobel-concern. Het maakt deel uit van Akzo Nobel Functional Chemicals.
In 1962 werd de fabriek omgebouwd voor de productie van chelaten, die tal van toepassingen kennen en onder de merknaam Dissolvine worden verkocht.